# Gustaf Nilsson (fotbollsspelare)
Karl Gustaf Nilsson, född den 20 oktober 1922 i Malmö Sankt Pauli församling, Malmö, död 23 oktober 2004 i Eriksfälts församling, Malmö, centerforward, svensk mästare för Malmö FF 1944.
Gustaf Nilsson tillhörde det lag, som vann föreningens första uppsättning guldmedaljer säsongen 1943-1944. Han debuterade i Malmö FF 1940 och spelade då center i MFF:s så kallade "Babykedja", vars medlemmar hade en medelålder på nitton år. Med 205 mål på 265 matcher är Gustaf Nilsson en av klubbens främsta målgörare genom tiderna. I sin enda landskamp, mot Finland 1946, gjorde han tre mål.
Gustaf Nilsson tillhörde två av de MFF-upplagor, som mellan 1949 och 1951 tog tre raka allsvenska guld, men han spelade inte tillräckligt många matcher för att få kalla sig mästare. Under dessa år var konkurrensen om platserna i laget extremt hård och därför valde han, i likhet med klubbkamraterna Kjell Hjertsson och Valle Ek, att gå över till Råå IF, som hade gått upp i allsvenskan 1950. Laget och den före detta MFF-trion gjorde succé och bärgade  sensationellt de stora silvermedaljerna. 
Gustaf Nilsson spelade under sin karriär mestadels center, men även innerpositionen passade honom bra. Hans spelstil karakteriserades av snabbhet, energi, gott skytte och målkänsla.